# Sainte-Bazeille
Sainte-Bazeille är en kommun i departementet Lot-et-Garonne i regionen Nouvelle-Aquitaine i sydvästra Frankrike. Kommunen ligger i kantonen Marmande-Ouest som tillhör arrondissementet Marmande. År 2022 hade Sainte-Bazeille 3 183 invånare.

## Befolkningsutveckling
Antalet invånare i kommunen Sainte-Bazeille
| Referens: INSEE |